# Kim Seong-eun (athlétisme)
Pour les articles homonymes, voir Kim Seong-eun.
Dans ce nom, le nom de famille, Kim, précède le nom personnel coréen.
Kim Seong-eun, née le 24 février 1989, est une athlète sud-coréenne.

## Carrière
Kim Seong-eun remporte la médaille d'argent du 3 000 mètres des Jeux asiatiques en salle de 2005 à Pattaya. Elle est 8e du marathon des Jeux asiatiques de 2014 à Incheon.
Elle est sacrée championne de Corée du Sud du 5 000 mètres en 2007 et du 10 000 mètres en 2016.